# Chambú (película)

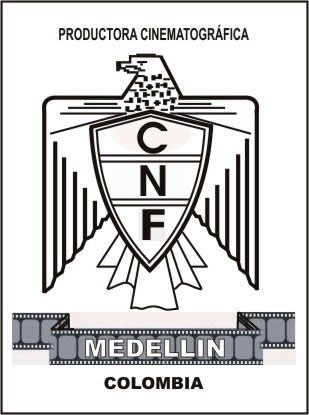
Logo-CNF

Chambú es una película colombiana del año 1962, basada en la novela “Chambú” de Guillermo Edmundo Cháves. En formato de 35 mm y en blanco y negro, con una duración de 110 minutos. 

## Sinopsis
Toda la acción se desarrolla en el departamento colombiano de Nariño. En su capital Pasto, en la cordillera de los Andes, la Laguna de La Cocha, el puerto de Tumaco y la selva virgen.
Es la historia de Ernesto (Arturo Urrea), un abogado idealista, educado en los prejuicios raciales y sociales propios de la época, sin fortuna ni éxito en los negocios y con gran sensibilidad social. Ésta que le acarrea disgustos con los ingenieros que dirigen la construcción del ferrocarril de Pasto a Tumaco, peleas con peligro de muerte, e incluso el despido de su puesto de inspector de la compañía por sus continuos reclamos de mejora para los trabajadores, que sufren continuas muertes, malas condiciones de seguridad y bajos sueldos. Esto lo hace llegar a una pelea en un bar con varios ingenieros, especialmente Reinaldo (Enrique Gutiérrez y Simón), de donde sale vivo por la providencial intervención de “La Molinera” (Lyda Zamora), pero han de huir ambos inmediatamente.
Su hermano Luis (Jaime Zarama Otero) es ingeniero y trabaja en la construcción de la carretera de los Andes, que pasa por el paraje de Chambú, donde mueren varios trabajadores y especialmente Manolito (Hernando González), pretendiente de “La Molinera”, que en una de las escenas baila el bambuco “Chambú”, y que posteriormente se uniría como pareja casi matrimonial con Luis, quien después trabajará en la construcción del ferrocarril. Ernesto parece que puede enderezar su vida económica, cuando conoce a Ezequiel (Héctor Correa Leal), un minero de oro, que lo invita a su casa y a participar en la búsqueda de oro en el río. Pero la mujer del minero, una exuberante negra que despide erotismo, lo seduce cuando su marido está de viaje, con el consiguiente desenlace dramático de la situación que no llega a producir la muerte de nadie, pero que está a punto de hacerlo.
La película, siguiendo la novela original, se basa en los paisajes de esa zona de los Andes y del mar Pacífico con un ambiente de conflicto entre las tradiciones españolas de antaño y los aires de modernidad que provenían de los Estados Unidos y Europa. Por lo que se suscitan conflictos raciales, sociales y económicos, con algún asesinato que es achacado a Ernesto, y no pocas situaciones de violencia física y contra los elementos o la salud, que diezma a la población de la región. Este escenario afecta a la madre y a Gabriela (Yamile Humar), la mujer que pretende Ernesto, pero con la oposición absoluta de su padre, un rico hacendado que no simpatiza nada con Ernesto, quien procede de familia con ciertas pretensiones hidalgas y amiga de la familia de Gabriela; pero, la realidad es que no tiene dinero y todos los negocios que emprende, fracasan, pues quizá es más literato que comerciante.

## El rodaje

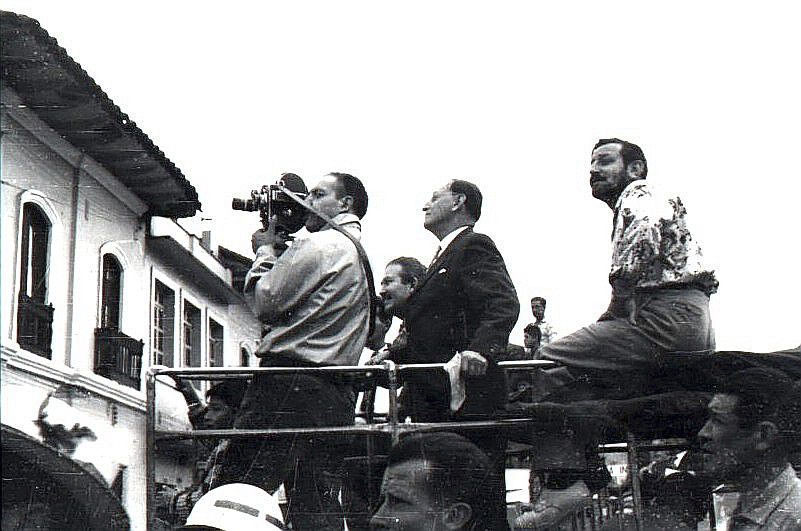
Enrique Gutiérrez y Simón, productor ejecutivo de la película Chambú, rodando en 16 mm. en color, durante las fiestas de Blancos y Negros en Pasto. Detrás del él, Guillermo Edmundo Cháves, autor de la novela, y entre los dos se ve la cabeza de Alejandro Kerk, director de la película. Sentado, el actor Héctor Correa Leal.

La película nació cuando Enrique Gutiérrez y Simón, director técnico de la Productora Cinematográfica Colombia National Films, de Medellín, en Colombia, leyó la novela homónima de Guillermo Edmundo Chávez. La novela estaba escrita con tal vitalidad y agilidad narrativa que él entendió que allí había una película, con el guion prácticamente hecho. Por lo tanto, les propuso a sus socios en la productora, Felisa Ochoa y Alejandro Kerk, comprar los derechos cinematográficos a su autor y realizar la película.
El autor de la novela pareciera que hubiera participado realmente en la construcción del ferrocarril Pasto-Tumaco, que es donde se desarrolla la acción. Por lo que la novela es en cierto modo autobiográfica, pero añadiéndole imaginación y escenas inventadas, con una agilidad en el lenguaje, un manejo de los caracteres humanos, la psicología de la gente de Nariño y una pasión tal, que la hacen realmente excepcional. 
En Pasto se negociaron los derechos con el autor y además se le contrató como asesor durante el rodaje. Enrique Gutiérrez, como productor ejecutivo, se quedó en Pasto durante tres meses, buscando locaciones y posibles personas interesadas en participar en el rodaje, la colaboración del Ejército colombiano y otras instituciones. El director de la película Alejandro Kerk, en Bogotá, contrató al director de fotografía, el español Eduardo Botello, al primer actor, Arturo Urrea y a las actrices Lyda Zamora y Yamile Humar. 
Hernando González, joven actor y ayudante de cámara en otras películas de la empresa, que con el tiempo sería uno de los mejores directores de fotografía de Colombia, participó también en Chambú como actor y asistente de cámara. El productor ejecutivo Enrique Gutiérrez, actuó en una escena, como ingeniero, enemigo del protagonista: Ernesto Santacoloma, realizando una de las escenas de acción, donde el protagonista sale herido, por uno de los del grupo de su oponente.
Se filmó la película íntegramente en el departamento de Nariño. Varias locaciones de la película son de Pasto, como el Club Colombia de Pasto, ubicado en la Plaza de Nariño del centro histórico de esta ciudad; en la carretera Panamericana, en ese momento en construcción. Además, se tuvo como locación a la Laguna de la Cocha, Tumaco y diversos lugares del departamento. 
En esos principios de la década de 1960, había que revelar la película en Bogotá, por lo que se enviaba para su revelado y copión, que se devolvía a Pasto para visionarla y determinar si había escenas que repetir.
Una vez terminado el rodaje, los negativos originales se los llevó Alejandro Kerk a Madrid, España, a los laboratorios Madrid Film, donde se editó la película completa y se le añadieron los diálogos y la música —esta última que se había llevado grabada de Colombia, como el bambuco Chambú, que aparece en una escena bailado por Lyda Zamora y otras personas del lugar—.
Alejandro Kerk se llevó también el negativo de la otra película realizada por la misma productora, “San Andrés, Isla de Ensueño”, ésta filmada en Kodacolor y sin revelar. Completó las dos películas e incluso realizó varias versiones en otros idiomas, como el alemán, su idioma nativo, de manera que las comercializó en Europa en varias distribuidoras, pero nunca volvió a Colombia ni envió las películas, por lo que Chambú se perdió definitivamente.

## Perdida y encontrada

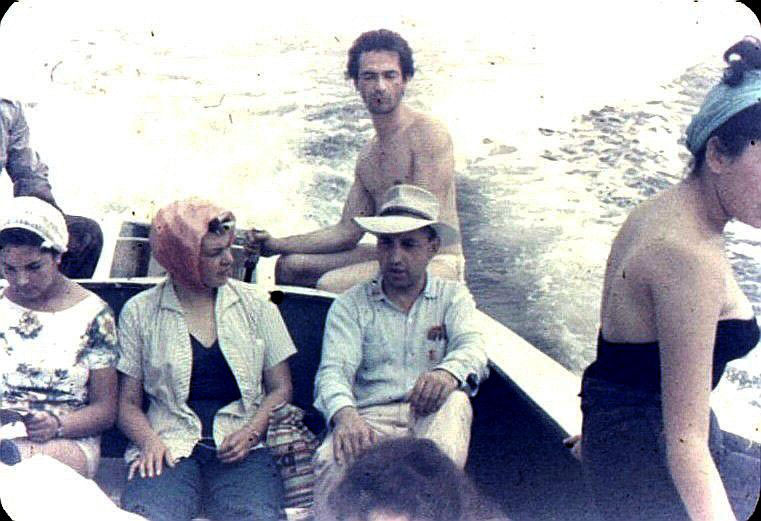
Equipo de rodaje de la película Chambú.

Años después, Hernando González, y Enrique Gutiérrez fueron al laboratorio Madrid Films, en Madrid, con la intención de buscar los negativos o alguna copia de ambas películas; pero, no tuvieron éxito, ya que allí les informaron que, pasado cierto tiempo, si los dueños de las películas no reclamaban el material, era destruido, por la imposibilidad de almacenar tanto como les llegaba diariamente.
En el año 2012, una persona en Bogotá entregó en Patrimonio Fílmico unos rollos de película con diversos nombres y al visionar algunas escenas, se vio en la claqueta que algunos rollos correspondían a Chambú. Probablemente de los copiones originales que se hicieron durante el rodaje.
En el momento de escribir este artículo, agosto de 2013, se está estudiando la posibilidad de digitalizar ese material y editarlo, intentando posteriormente reconstruir la película, basándose en la novela original, ya que el guion se considera desaparecido definitivamente.

## Reparto
| - Arturo Urrea - Lyda Zamoraː actriz famosa en los años 70 en Colombia, a quien se llamaría "La Luminosa" - Yamile Humarː quien se convertiría en una reconocida actriz de TV, hermana del actor Alí Humar - Hernando González - Héctor Correa Leal - Guillermo Zamora - Bertha Matyasevich - Jaime Zarama - Rosa de Plata - Hernando Rosero - Luis Eduardo Nieto - Diego Velasco - María Inés Restrepo - Enrique Gutiérrez y Simón | Participación de: - Myriam Chaves Solis - Alfonso Rebolledo Muñoz - Servio Tulio Caicedo - Javier Delgado Ruiz - Armando Guerrero - Vicente Apraez - Carlos Bravo - Winston Nichols - Sonia Álvarez - Esperanza Jurado - Esparanza Villamizar |

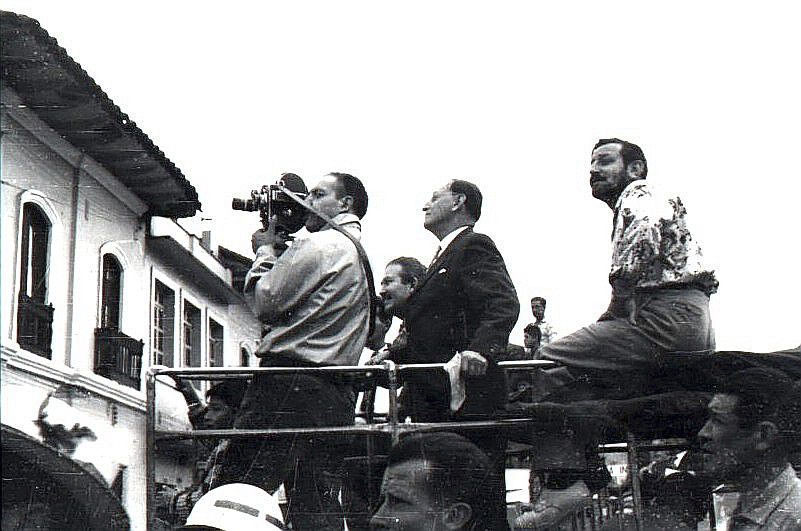
Enrique Gutiérrez y Simón, productor ejecutivo de la película Chambú, rodando en 16 mm. en color, durante las fiestas de Blancos y Negros en Pasto. Detrás del él, Guillermo Edmundo Cháves, autor de la novela, y entre los dos se ve la cabeza de Alejandro Kerk, director de la película. Sentado, el actor Héctor Correa Leal.
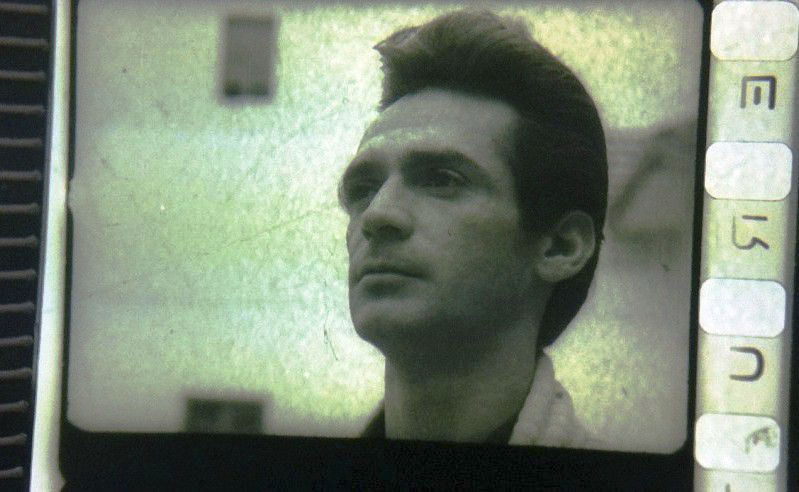
Fotograma de Chambú en el que aparece Arturo Urrea.
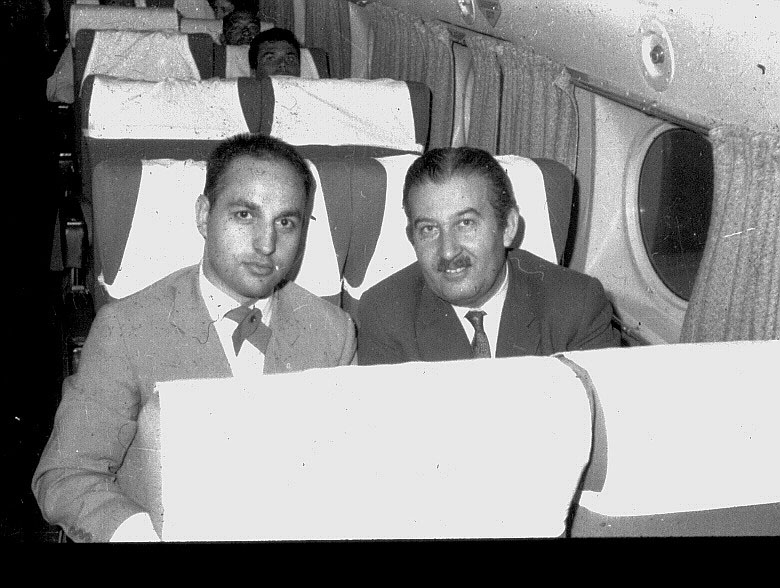
Enrique Gutiérrez y Alejandro Kerk, volando a Pasto en un DC-3 para el rodaje de la película colombiana Chambú.
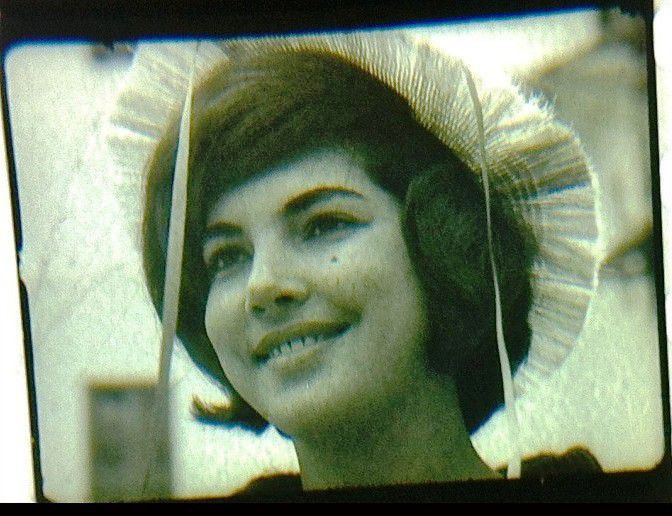
Fotograma de la película Chambú en el que aparece su protagonista femenina, Yamile Humar.
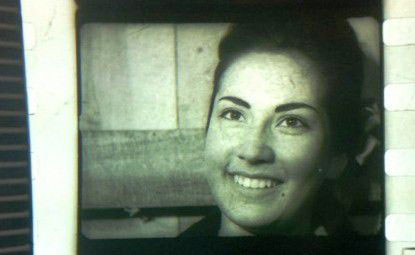
La actriz Lyda Zamora, en un fotograma de la película Chambú.
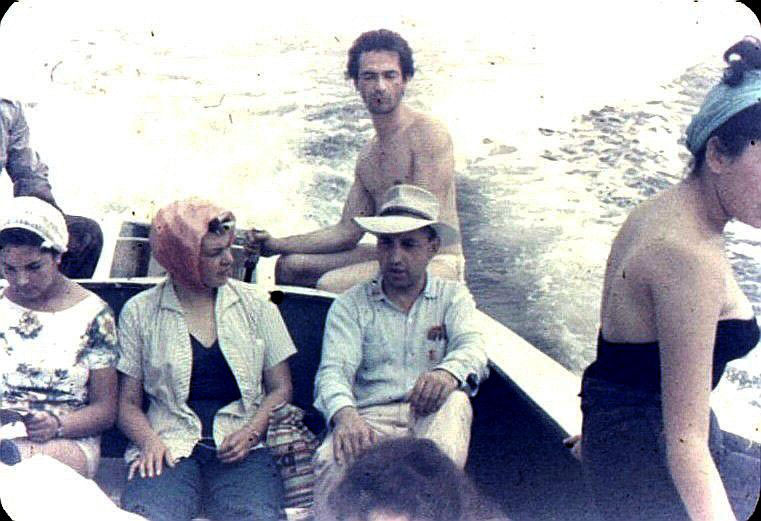
Navegando por el Pacífico: Yamile Humar, otra actriz, Arturo Urrea al timón, Enrique Gutiérrez y a la derecha Lyda Zamora.
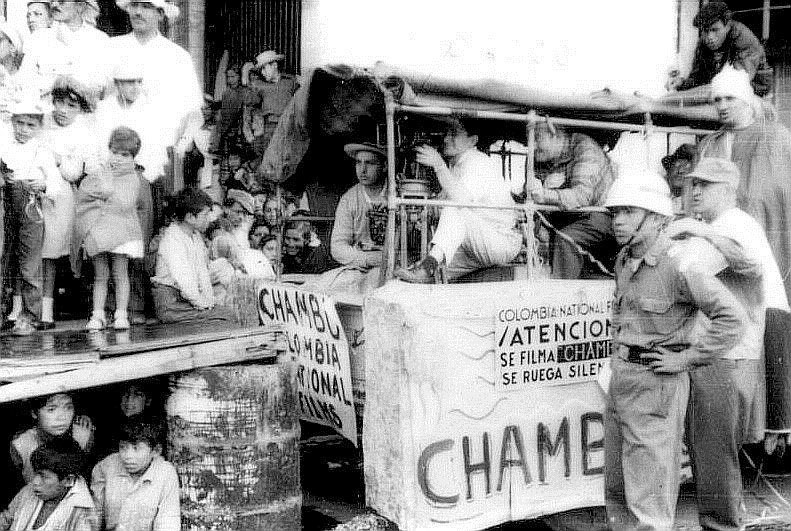
Un momento de la filmación: Enrique Gutierrez y Simón con la cámara de 16 mm y en primer plano la de 35 mm. con un ayudante.
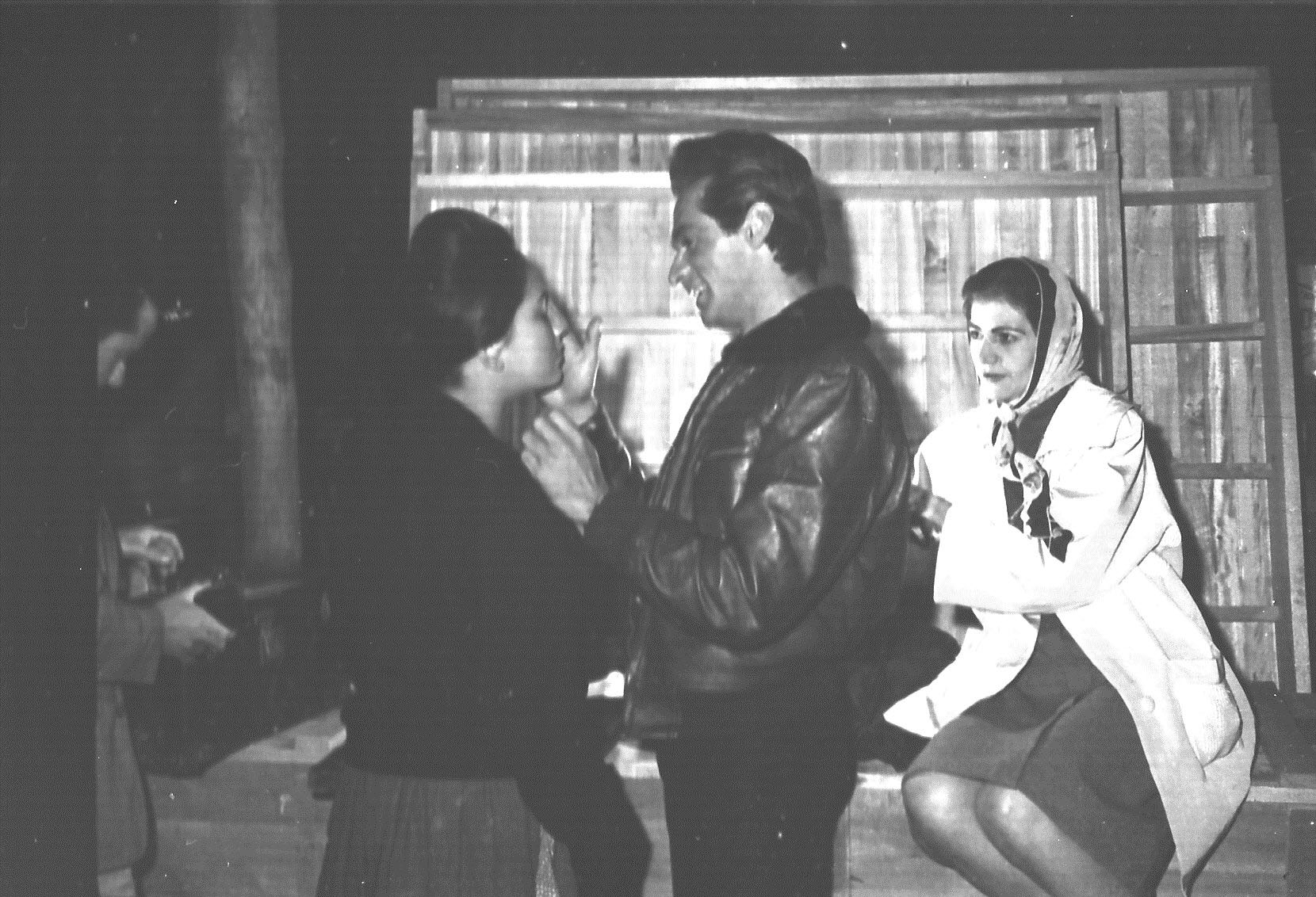
Escena de Chambú, con Arturo Urrea, Lyda Zamora y Maria Inés Restrepo
Un momento del rodaje de la película Chambú, en Nariño.
Integrantes del equipo de la película Chambú, en un descanso.
Preparando una escena de la película Chambú, en la Laguna de La Cocha, en Nariño.
Preparando una escena en el río en la Bocana, Tumaco, de la película Chambú.
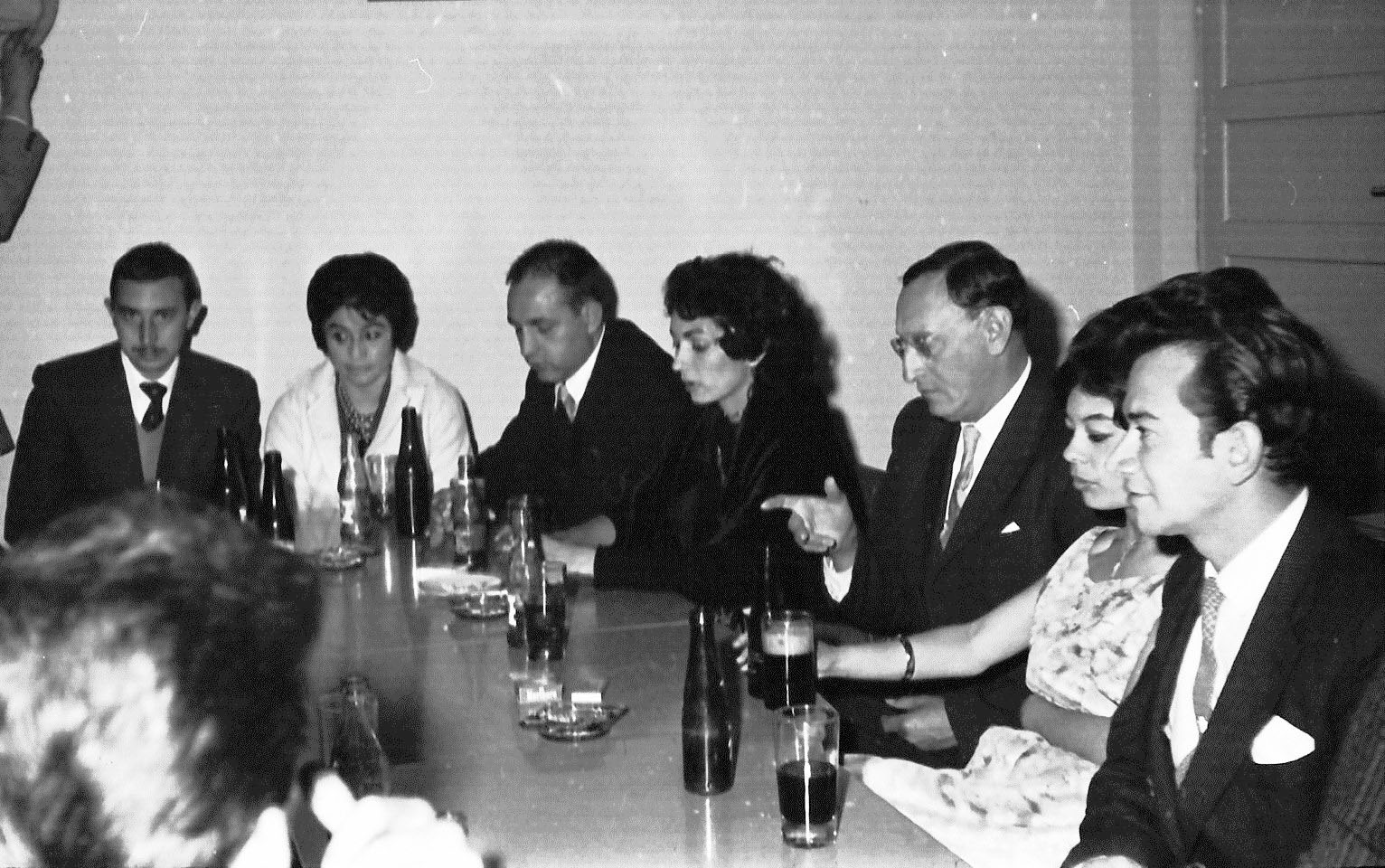
Guillermo Edmundo Cháves, autor de la novela Chambú, habla al equipo de filmación de la película.
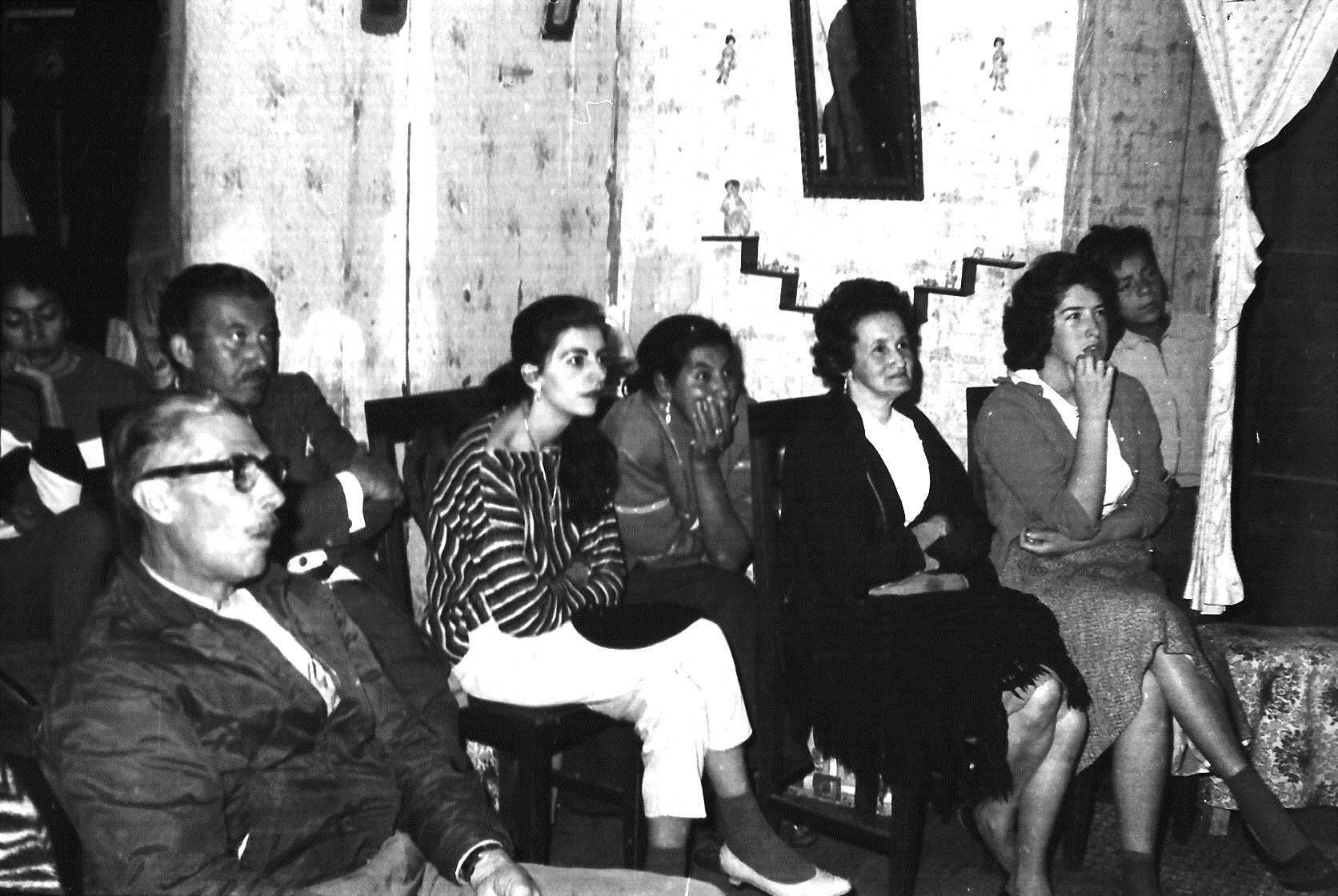
Los directivos de la película Chambú revisan la proyección de lo filmado.
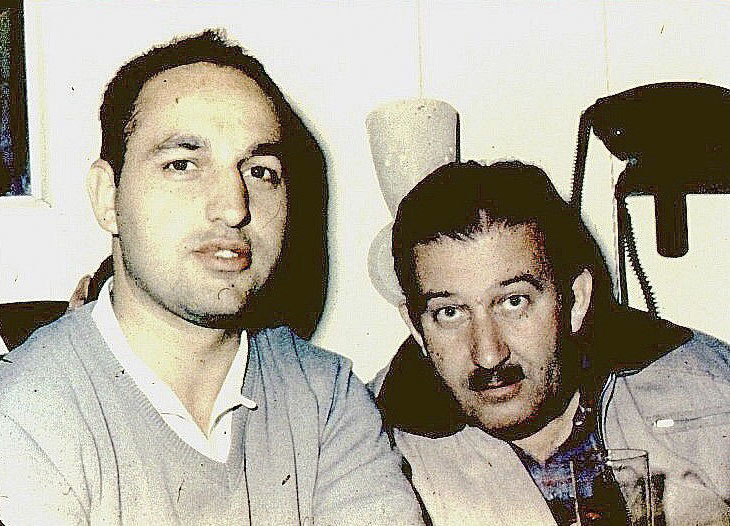
Una pausa en la filmación de Chambú, El Productor Ejecutivo Enrique Gutiérrez y Simón, con el Director Alejandro Kerk
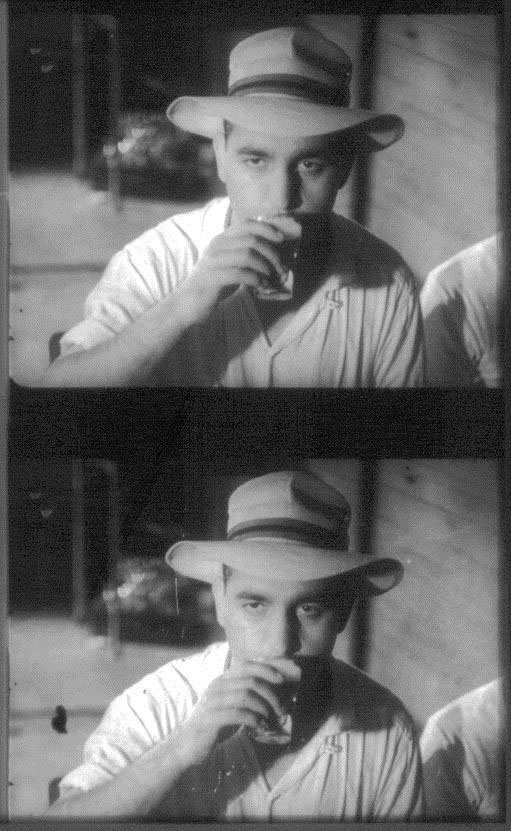
Escena de la pelea con el protagonista en el bar, donde Enrique Gutiérrez y Simón actúa como el ingeniero opositor al protagonista.
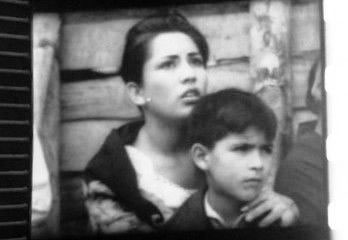
Momento de la explosión de la montaña en que uno de los personajes se despeña y La Molinera (Lyda Zamora) presencia el hecho.
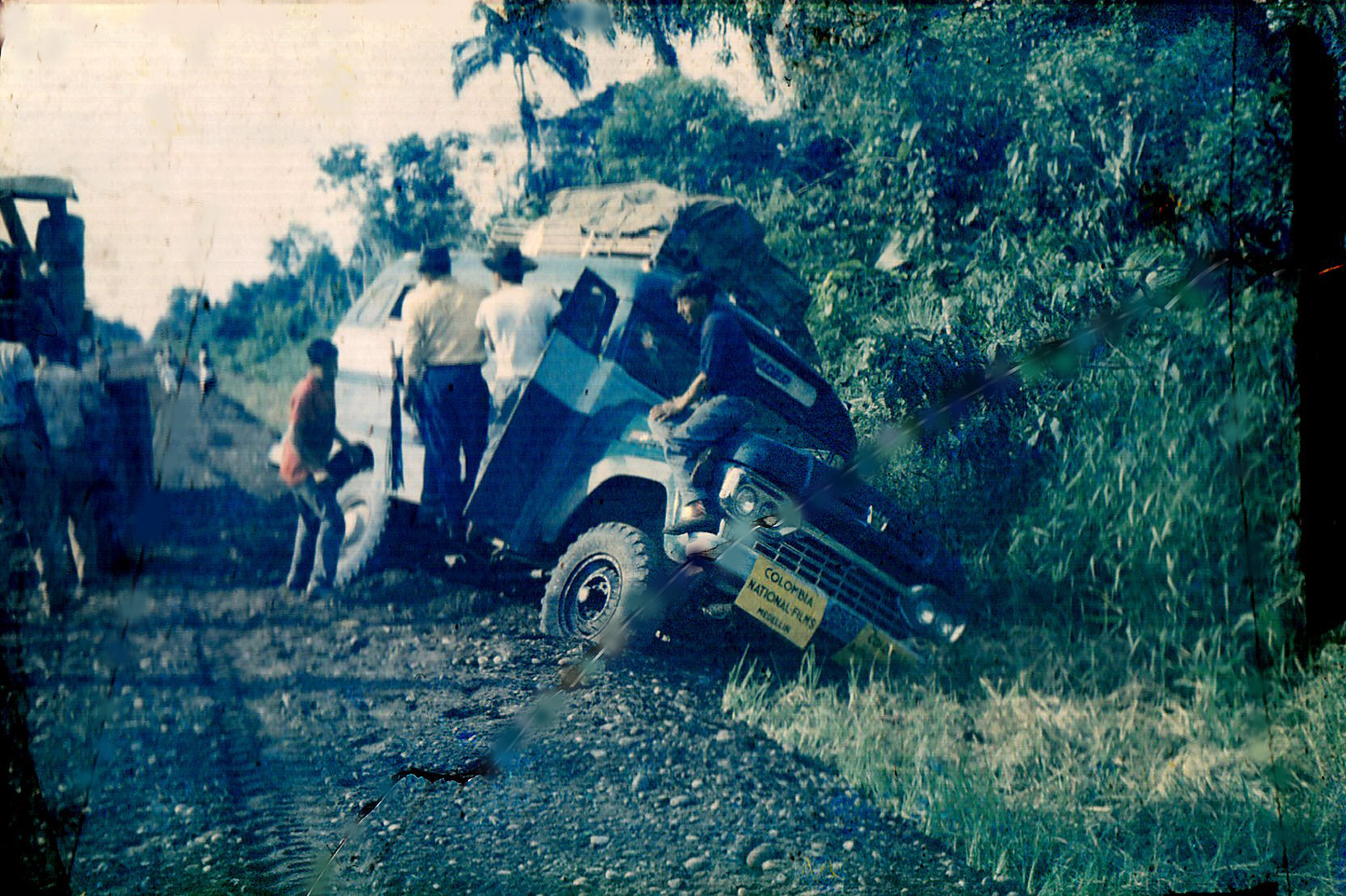
Accidente del equipo de filmación en la ruta Pasto-Tumaco. cuya carretera de tierra era el antiguo talud de la vía de tren cuya construcción se describe en la película Chambú
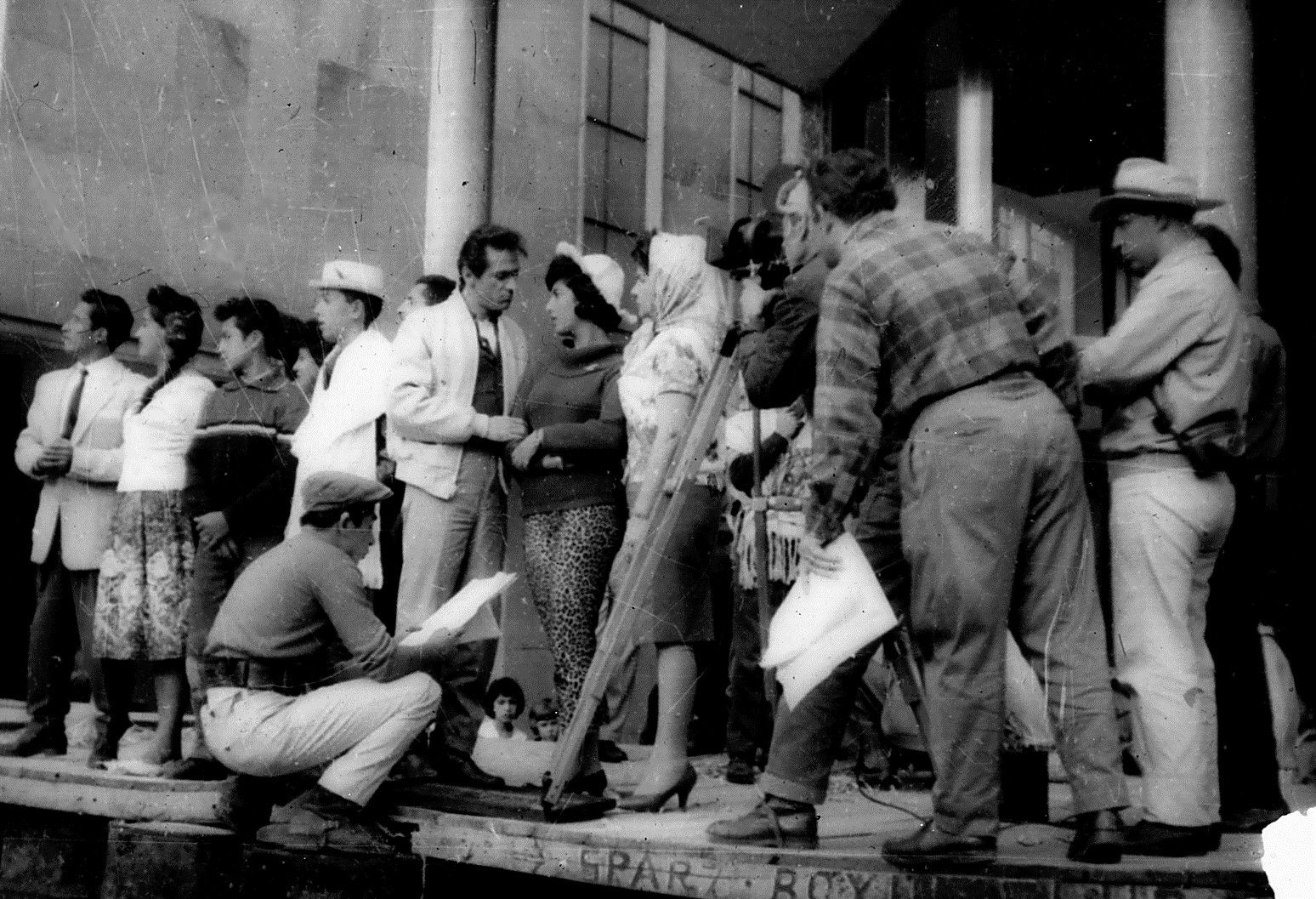
Una escena en la Plaza de Nariño en Pasto, con los protagonistas Yamile Humar y Arturo Urrea. Edudardo Botello en la cámara y el director Elejandro Kerk a su lado. A la derecha, Enrique Gutiérrez y Simón,
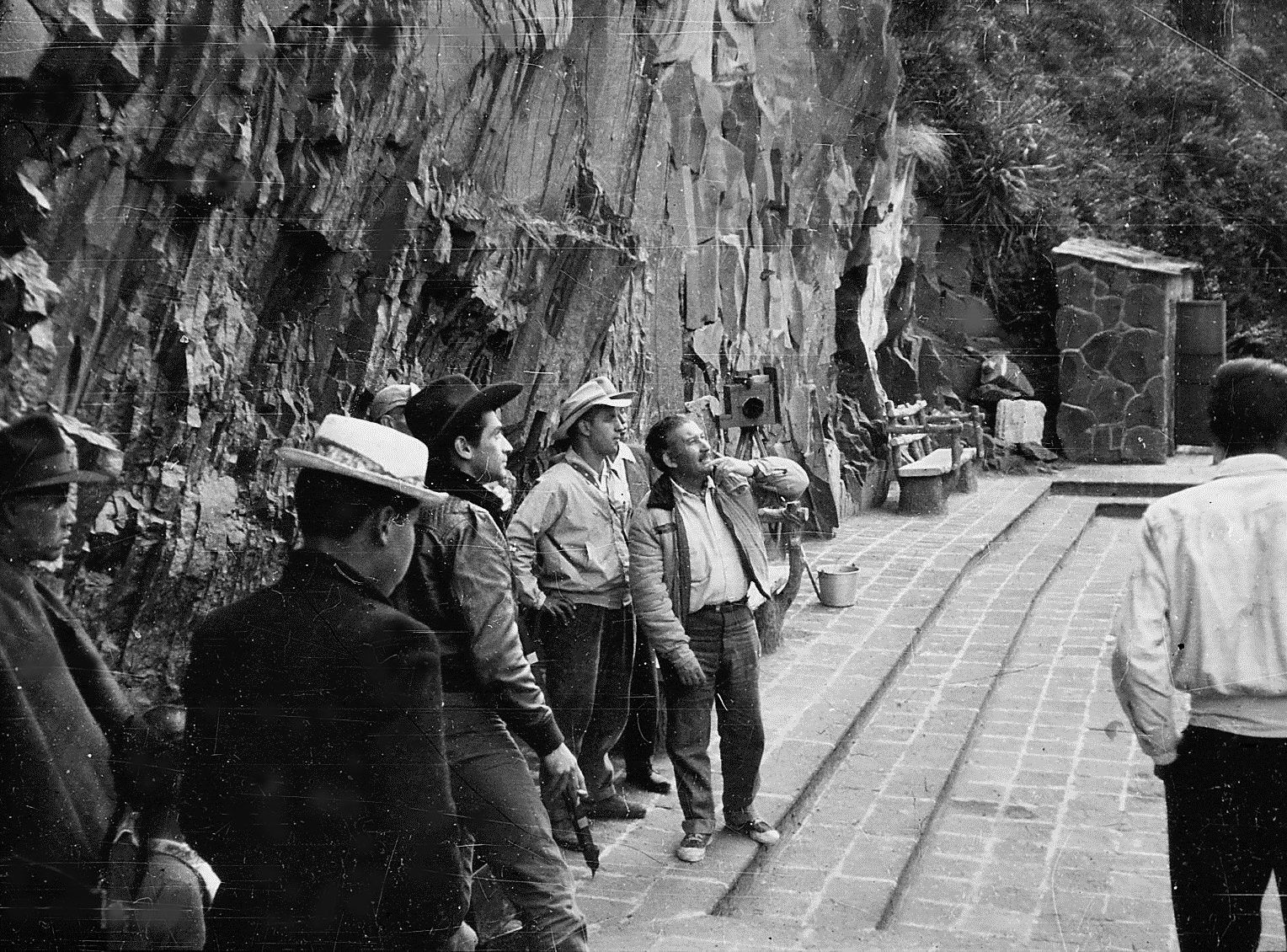
El equipo de Chambú observa la fachada de la iglesia de Las Lajas, preparando una escena para la película: Arturo Urrea, protagonista; Enrique Gutiérrez y Simón, productor ejecutivo y Alejandro Kerk, director
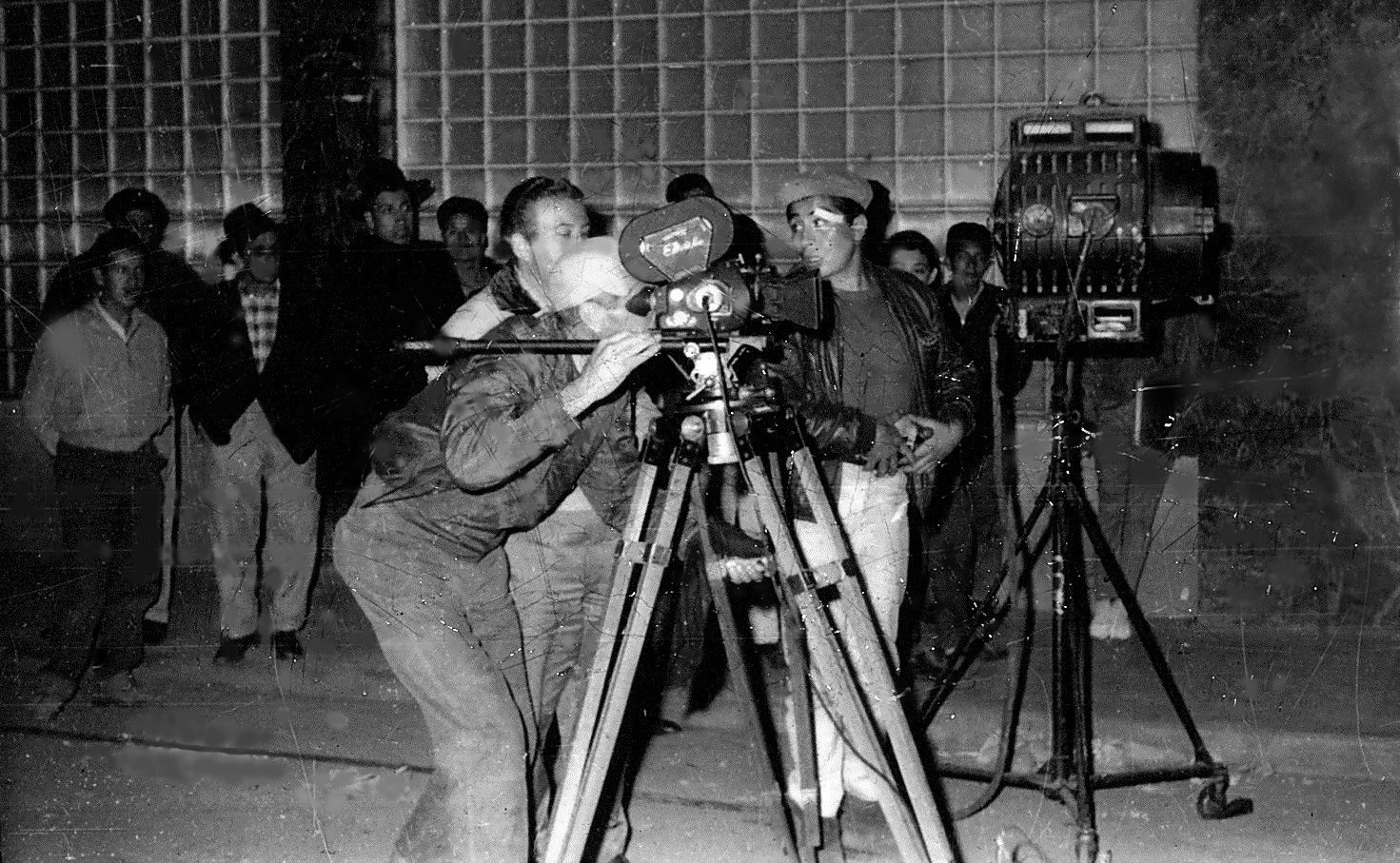
Rodando una escena noctorna, en la puerta del Club Social de Pasto, en la Plaza de Nariño, para la película Chambú. En la cámara, Eduardo Botello, director de fotografía y detrás de él, Alejandro Kerk, director de la película.
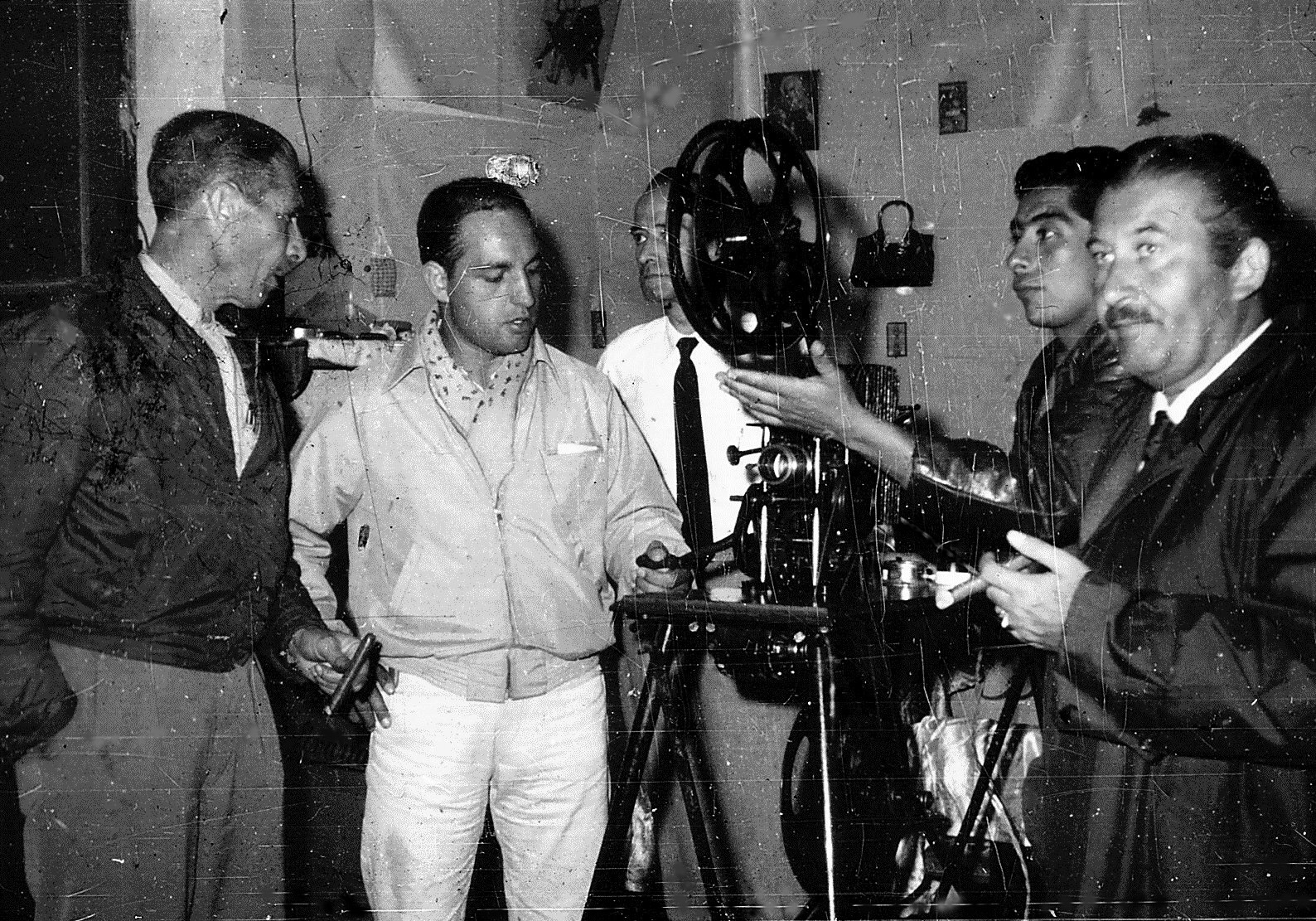
Eduardo Botello, director de Fotografía; Enrique Gutiérrez y Simón, productor ejecutivo y Alejandro Kerk, director de la película Chambú, revisan la proyección del copión de lo filmado, con un proyector portátil manejado por un ayudante.
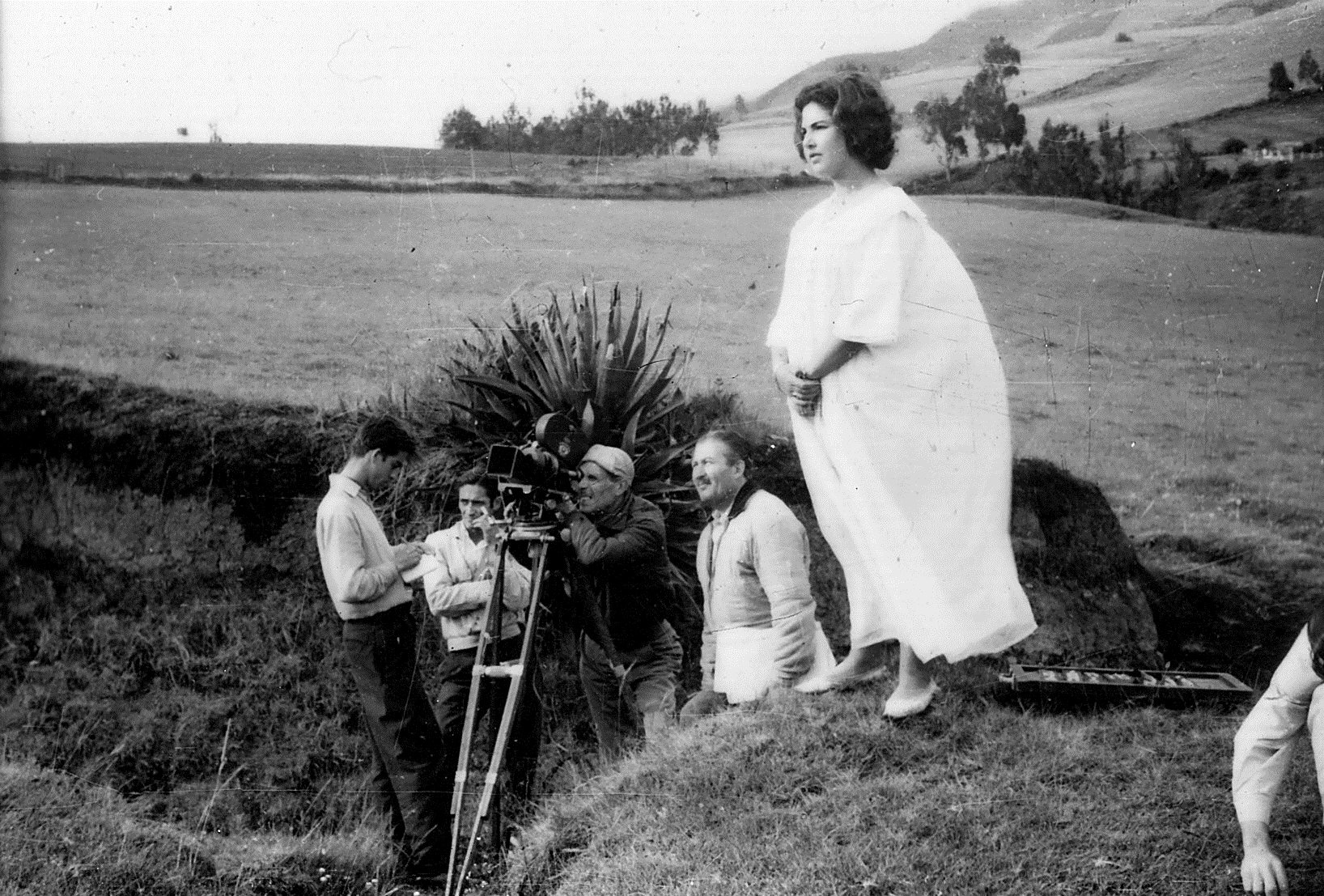
La protagonista de la película Chambú, Yamile Humar, en ropa de casa, con el equipo técnico, preparando la escena de la despedida final, que aparenta ser el interior de su habitación.
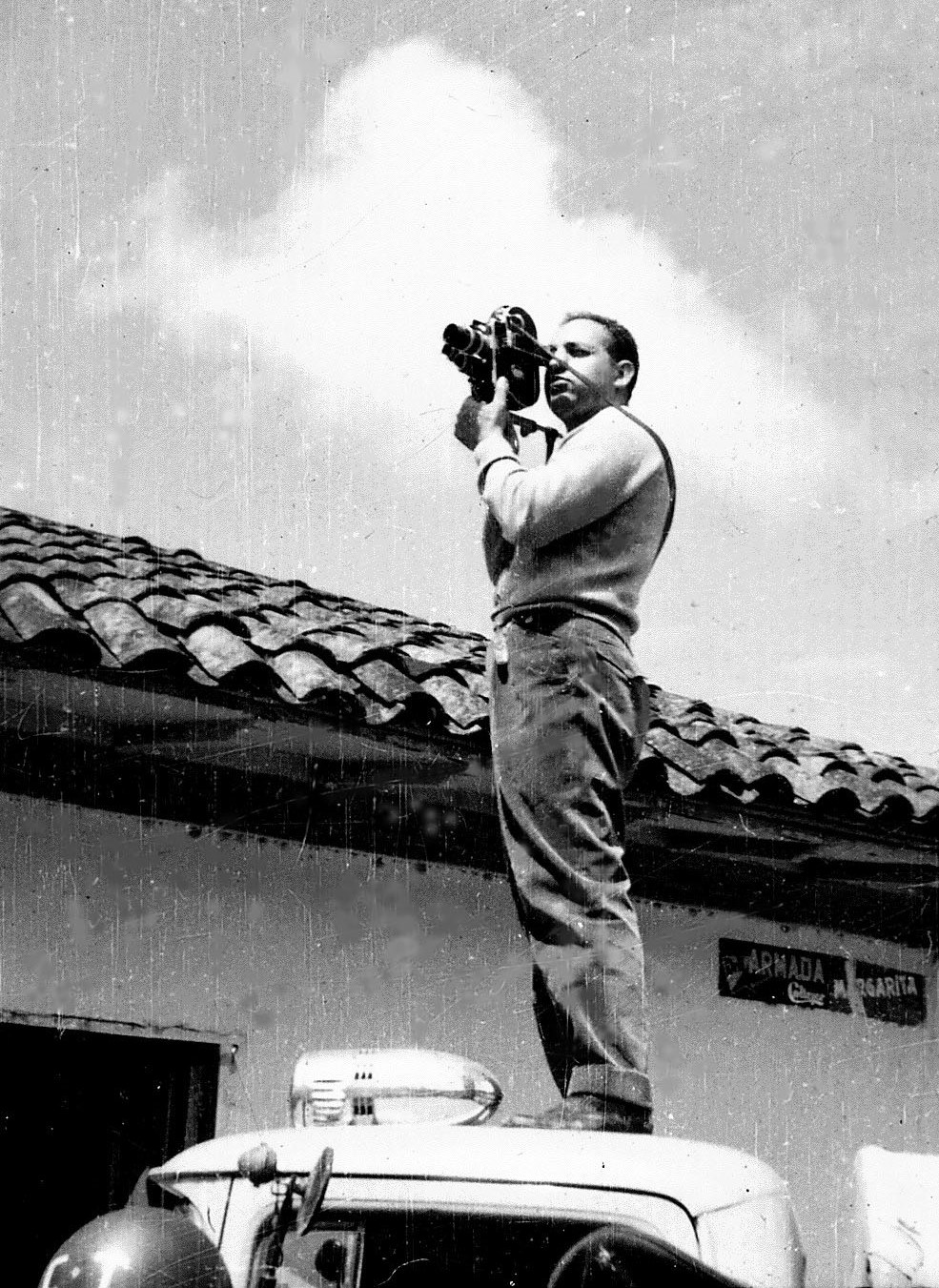
Enrique Gutiérrez y Simón filma con la cámara de 16 mm. en color, escenas complementarias para el documental Las Lajas, un milagro de Dios sobre el abismo, que se realizó en parte, durante el rodaje de la película Chambú, en 35 mm. y blanco y negro.
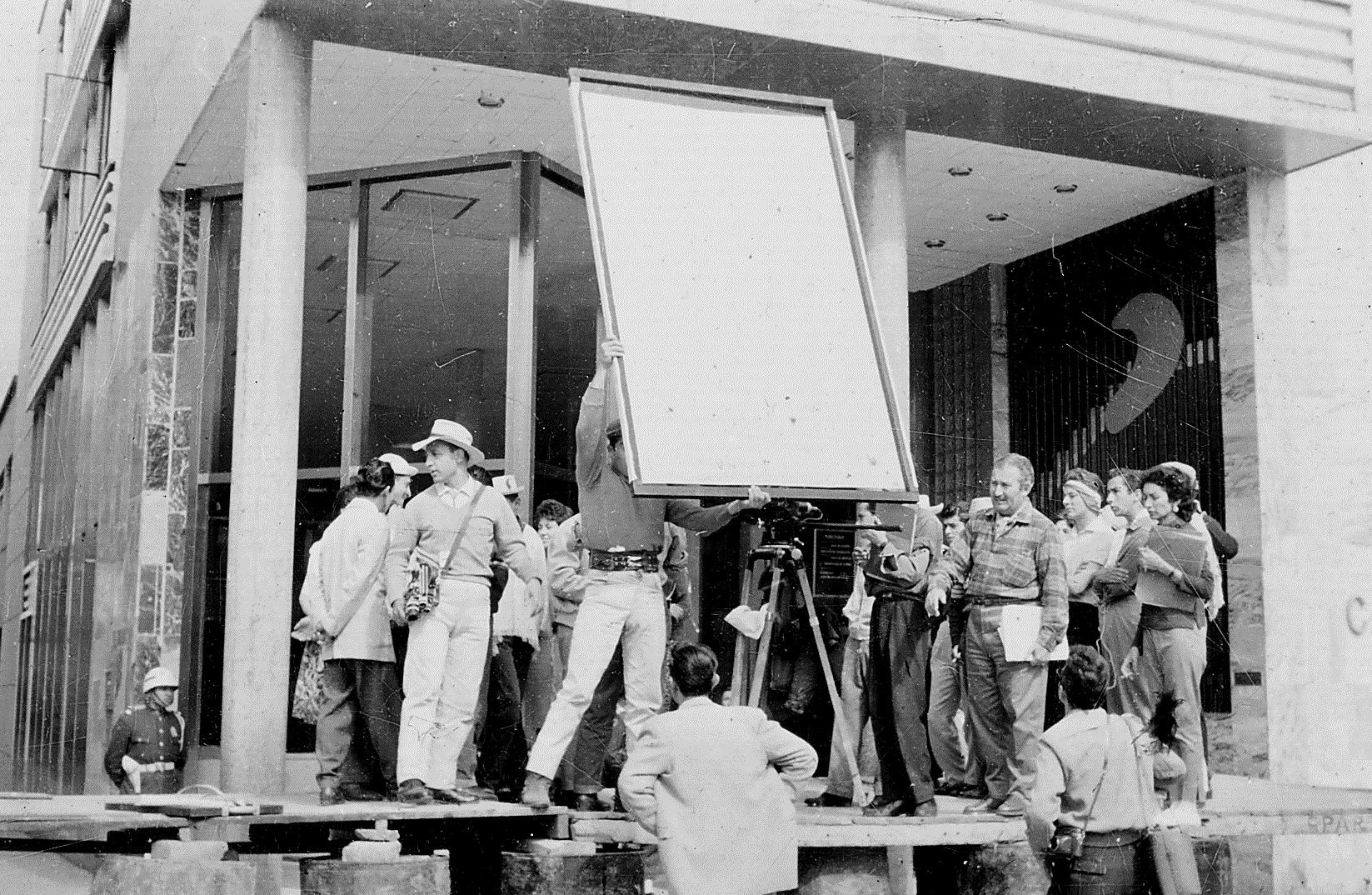
Escena de Chambú, en la Plaza de Caycedo en Pasto, con los tableros reflectores y la cámara de 35 mm. rodando una escena. El productror ejecutivo Enrique Gutiérrez y Simón observa la escena llevando en bandolera la cámara de 35 mm.
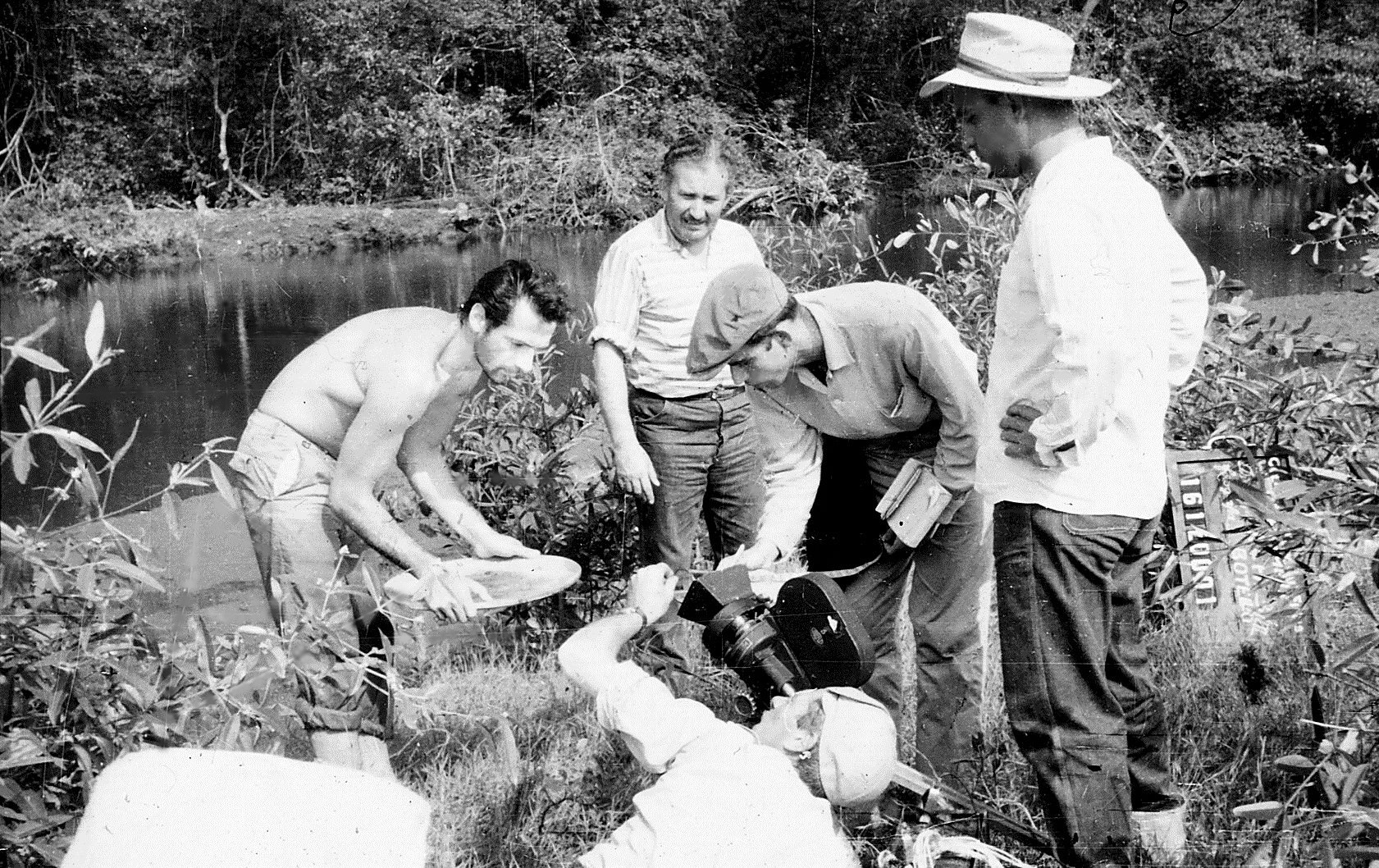
Rodaje de la escena en que el protagonista de Chambú, Arturo Urrea está buscando oro en el río. El director, Alejandro Kerk; el asistente de cámara, Hernando González y el productor ejecutivo, Enrique Gutiérrez y Simón, observan la escena mientras el director de fotografía, Eduardo Botello, maneja la cámara tumbado en el suelo.
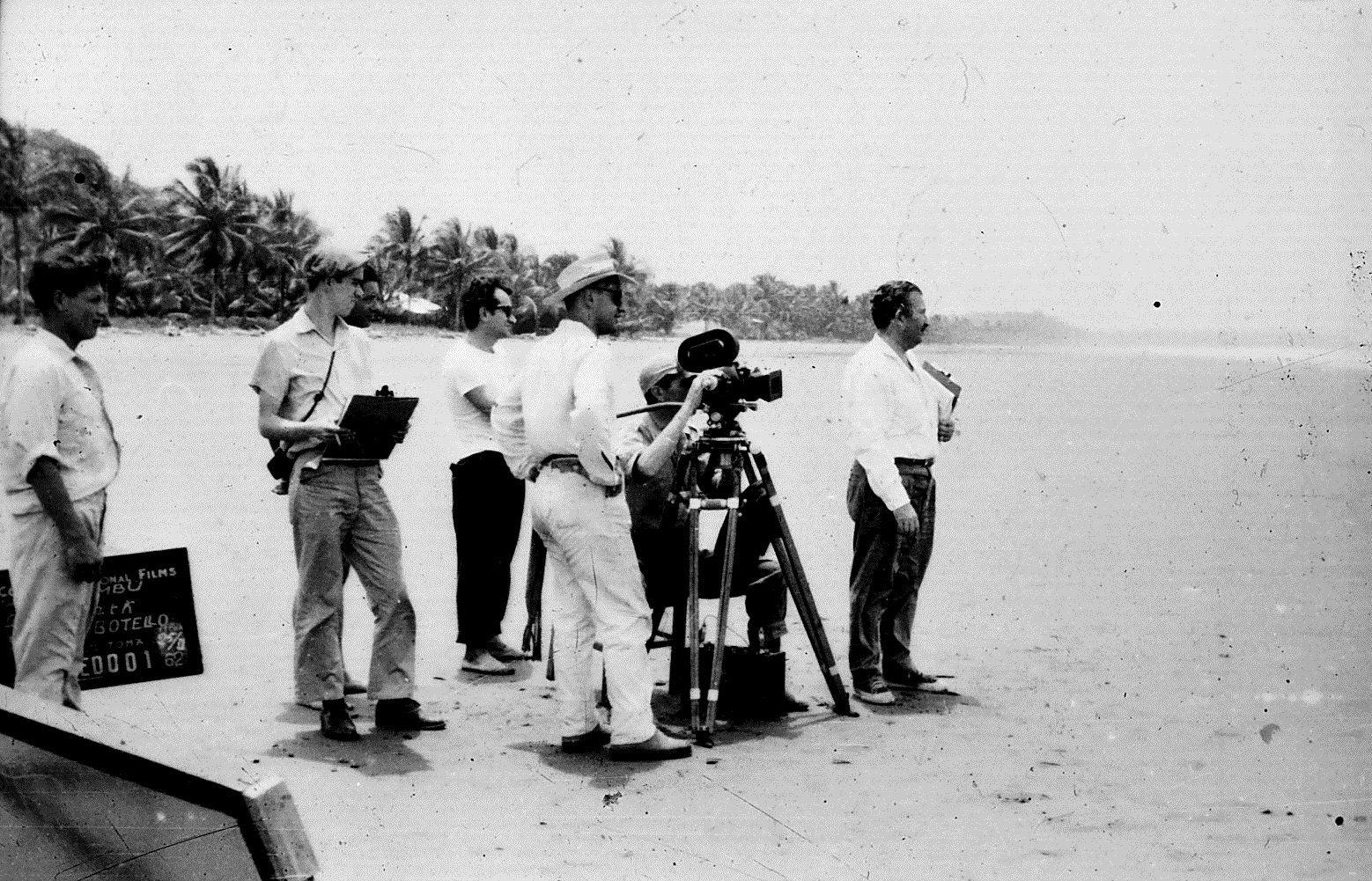
En pleno rodaje de Chambú, en la playa de Bocagrande, se aprecia entre otros a Hernando González, asistente de cámara; Enrique Gutiérrez y Simón, productor ejecutivo; Eduardo Botello, director de fotografía, en la cámara y Alejandro Kerk, director.
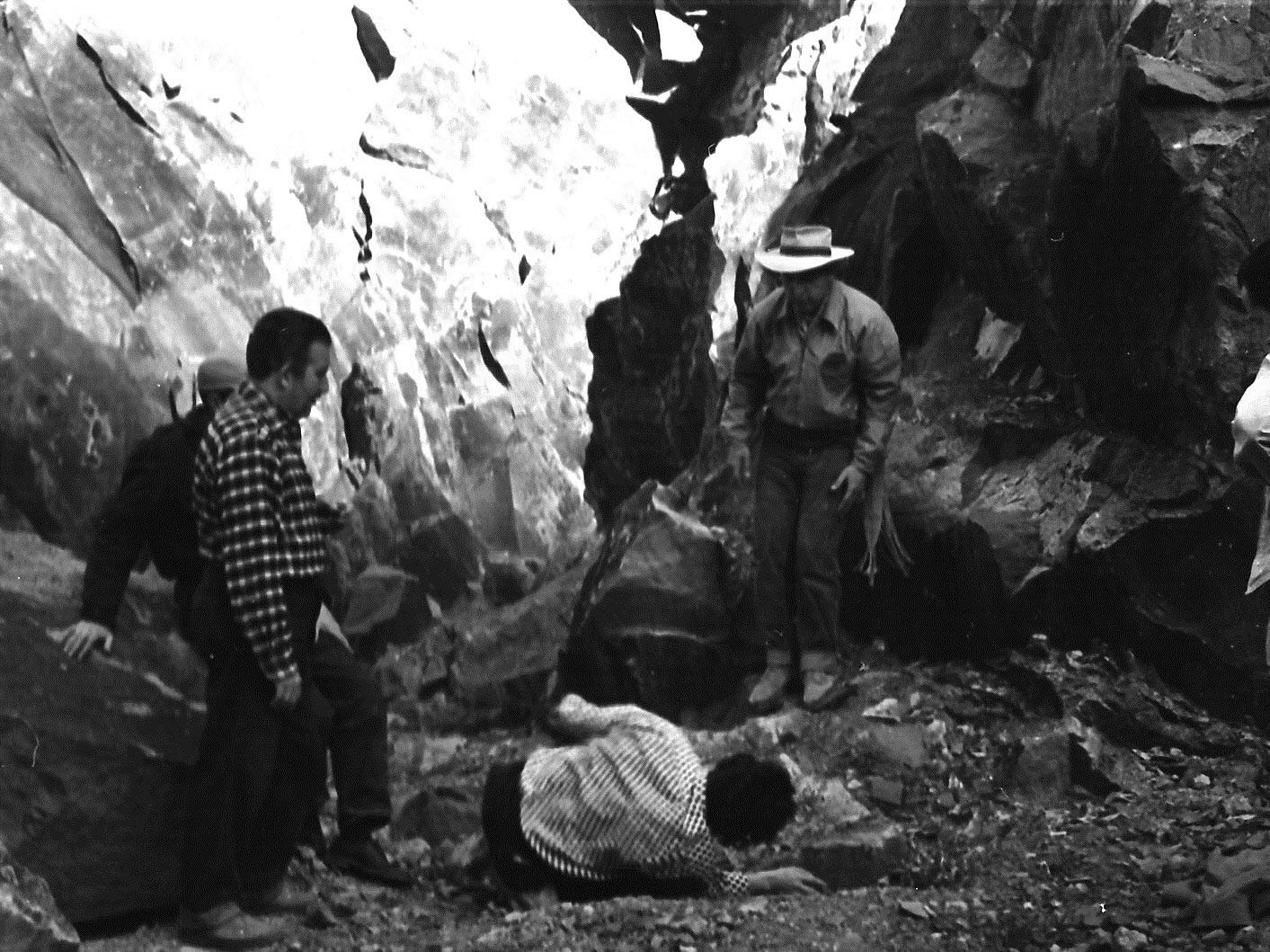
Hernando González actuando como Manolito, yace muerto después de haber hecho explotar unas cargas de dinamita con mechas muy cortas, en Chambú, en la cordillera de los Andes colombianos, Preparan la escena Alejandro Kerk, director; Eduardo Botello, (detrás de Kerk); y Enrique Gutiérrez y Simón, productor ejecutivo de la película.
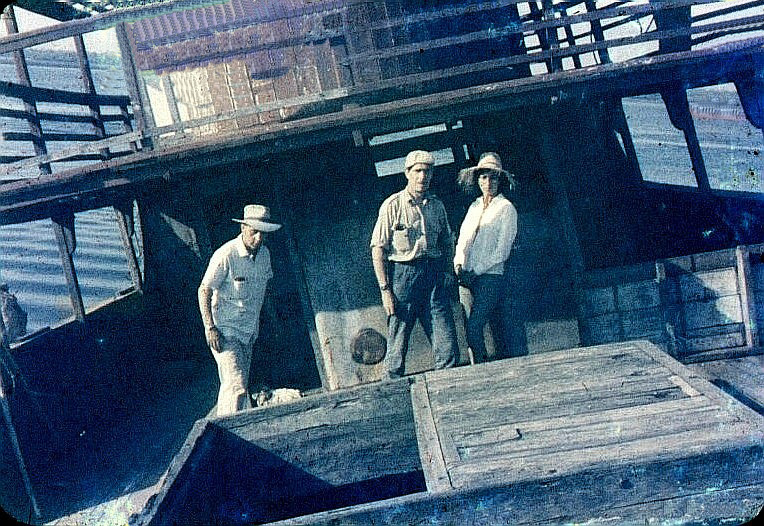
Enrique Gutiérrez y Simón, productor ejecutivo de la película Chambú junto Eduardo Botello y una de las actrices. Preparan una escena, usando como locación un barco pesquero de madera, encallado en el puerto de Tumaco.

- Datos: Q16490822
- Multimedia: Chambú (film) / Q16490822